# Canoagem nos Jogos Olímpicos de Verão de 2024 - K-1 500 m feminino
A competição do K-1 500 m feminino da canoagem de velocidade nos Jogos Olímpicos de Verão de 2024 foi realizada no Estádio Náutico de Vaires-sur-Marne, na Ilha de França, em 7 e 10 de agosto de 2024. Um total de 40 canoístas de 30 Comitês Olímpicos Nacionais (CON) participaram do evento.

## Qualificação
Cada CON poderia qualificar dois barcos no K-1 500 metros feminino. Um total de 40 vagas estavam disponíveis, alocadas através do Campeonato Mundial de Canoagem de Velocidade de 2023, torneios continentais (uma cada para Ásia, África, Europa, Américas e Oceania), além de vagas por realocação, universalidade ou convite.
As vagas de qualificação foram concedidas ao CON, não necessariamente as canoístas que obtiveram as vagas.

## Formato
A canoagem de velocidade utiliza um formato de quatro fases para eventos com pelo menos 11 barcos, com eliminatórias, quartas de final, semifinais e finais. Os detalhes para cada fase dependem de quantos barcos estejam inscritos para a competição.
O percurso é um trajeto de águas tranquilas com 9 metros de largura. O nome do evento descreve o formato particular da canoagem de velocidade. O formato "K" significa um caiaque (do inglês kayak), na qual a canoísta fica sentada e utiliza dois remos e tem um leme operado pelo pé (em oposição a canoa, em que a canoísta fica ajoelhada e utiliza um único remo para remar e dirigir). O "1" é o número de canoístas em cada barco. Os "500 metros" são a distância da prova.

## Calendário
Horário local (UTC+2)
| Dia          | Horário | Fase             |
| ------------ | ------- | ---------------- |
| 7 de agosto  | 9:30    | Eliminatórias    |
| 7 de agosto  | 13:30   | Quartas de final |
| 10 de agosto | 10:30   | Semifinais       |
| 10 de agosto | 12:40   | Finais           |

## Medalhistas
| Ouro   | NZL Lisa Carrington |
| Prata  | HUN Tamara Csipes   |
| Bronze | DEN Emma Jørgensen  |

## Resultados

### Eliminatórias
Os dois primeiros barcos em cada bateria avançam diretamente para as semifinais e os restantes para as quartas de final.
Bateria 1
| Pos. | Raia | Canoísta        | CON               | Tempo   | Notas |
| ---- | ---- | --------------- | ----------------- | ------- | ----- |
| 1    | 5    | Aimee Fisher    | NZL Nova Zelândia | 1:49.16 | SF    |
| 2    | 6    | Brenda Rojas    | ARG Argentina     | 1:52.68 | SF    |
| 3    | 4    | Yoana Georgieva | BUL Bulgária      | 1:55.76 | QF    |
| 4    | 8    | Ruth Vorsselman | NED Países Baixos | 1:56.88 | QF    |
| 5    | 7    | Enja Rößeling   | GER Alemanha      | 1:56.88 | QF    |
| 6    | 2    | Hedda Øristland | NOR Noruega       | 1:58.05 | QF    |
| 7    | 3    | Samaa Ahmed     | EGY Egito         | 2:18.52 | QF    |

Bateria 2
| Pos. | Raia | Canoísta            | CON                               | Tempo   | Notas |
| ---- | ---- | ------------------- | --------------------------------- | ------- | ----- |
| 1    | 2    | Alida Dóra Gazsó    | HUN Hungria                       | 1:50.78 | SF    |
| 2    | 5    | Alyce Wood          | AUS Austrália                     | 1:51.39 | SF    |
| 3    | 4    | Melina Andersson    | SWE Suécia                        | 1:51.84 | QF    |
| 4    | 6    | Yin Mengdie         | CHN China                         | 1:52.29 | QF    |
| 5    | 8    | Lize Broekx         | BEL Bélgica                       | 1:52.32 | QF    |
| 6    | 3    | Estefanía Fernández | ESP Espanha                       | 1:54.74 | QF    |
| 7    | 7    | Saman Soltani       | EOR Equipe Olímpica de Refugiados | 2:02.19 | QF    |

Bateria 3
| Pos. | Raia | Canoísta              | CON         | Tempo   | Notas |
| ---- | ---- | --------------------- | ----------- | ------- | ----- |
| 1    | 2    | Wang Nan              | CHN China   | 1:51.28 | SF    |
| 2    | 4    | Hermien Peters        | BEL Bélgica | 1:51.46 | SF    |
| 3    | 8    | Dominika Putto        | POL Polônia | 1:52.49 | QF    |
| 4    | 5    | Anamaria Govorčinović | CRO Croácia | 1:55.51 | QF    |
| 5    | 6    | Manon Hostens         | FRA França  | 1:57.13 | QF    |
| 6    | 3    | Beatriz Briones       | MEX México  | 1:58.10 | QF    |
| 7    | 7    | Raina Taitingfong     | GUM Guam    | 2:29.66 | QF    |

Bateria 4
| Pos. | Raia | Canoísta          | CON         | Tempo   | Notas |
| ---- | ---- | ----------------- | ----------- | ------- | ----- |
| 1    | 2    | Linnea Stensils   | SWE Suécia  | 1:50.16 | SF    |
| 2    | 5    | Milica Novaković  | SRB Sérvia  | 1:50.37 | SF    |
| 3    | 4    | Anežka Paloudová  | CZE Chéquia | 1:51.90 | QF    |
| 4    | 3    | Mariya Povkh      | UKR Ucrânia | 1:54.13 | QF    |
| 5    | 6    | Ana Paula Vergutz | BRA Brasil  | 1:54.98 | QF    |
| 6    | 8    | Karina Alanís     | MEX México  | 1:56.30 | QF    |
| 7    | 7    | Samalulu Clifton  | SAM Samoa   | 2:01.12 | QF    |

Bateria 5
| Pos. | Raia | Canoísta          | CON               | Tempo   | Notas |
| ---- | ---- | ----------------- | ----------------- | ------- | ----- |
| 1    | 2    | Lisa Carrington   | NZL Nova Zelândia | 1:48.51 | SF    |
| 2    | 3    | Selma Konjin      | NED Países Baixos | 1:49.28 | SF    |
| 3    | 5    | Michelle Russell  | CAN Canadá        | 1:51.00 | QF    |
| 4    | 7    | Begoña Lazkano    | ESP Espanha       | 1:55.54 | QF    |
| 5    | 4    | Esti Olivier      | RSA África do Sul | 1:55.98 | QF    |
| 6    | 6    | Ekaterina Shubina | UZB Uzbequistão   | 1:58.37 | QF    |

Bateria 6
| Pos. | Raia | Canoísta       | CON               | Tempo   | Notas |
| ---- | ---- | -------------- | ----------------- | ------- | ----- |
| 1    | 4    | Tamara Csipes  | HUN Hungria       | 1:50.21 | SF    |
| 2    | 5    | Emma Jørgensen | DEN Dinamarca     | 1:50.93 | SF    |
| 3    | 6    | Teresa Portela | POR Portugal      | 1:51.03 | QF    |
| 4    | 2    | Riley Melanson | CAN Canadá        | 1:54.11 | QF    |
| 5    | 3    | Stephenie Chen | SGP Singapura     | 1:58.52 | QF    |
| 6    | 7    | Tiffany Koch   | RSA África do Sul | 2:02.76 | QF    |

### Quartas de final
Os cinco primeiros barcos em cada bateria avançam para as semifinais; os restantes são eliminados.
Quartas de final 1
| Pos. | Raia | Canoísta              | CON             | Tempo   | Notas |
| ---- | ---- | --------------------- | --------------- | ------- | ----- |
| 1    | 3    | Lize Broekx           | BEL Bélgica     | 1:49.78 | SF    |
| 2    | 4    | Michelle Russell      | CAN Canadá      | 1:49.78 | SF    |
| 3    | 5    | Yoana Georgieva       | BUL Bulgária    | 1:51.74 | SF    |
| 4    | 6    | Anamaria Govorčinović | CRO Croácia     | 1:52.92 | SF    |
| 5    | 7    | Stephenie Chen        | SGP Singapura   | 1:53.88 | SF    |
| 6    | 8    | Ekaterina Shubina     | UZB Uzbequistão | 1:54.63 |       |
| 7    | 2    | Hedda Øristland       | NOR Noruega     | 1:56.24 |       |
| 8    | 1    | Samalulu Clifton      | SAM Samoa       | 1:59.64 |       |

Quartas de final 2
| Pos. | Raia | Canoísta            | CON               | Tempo   | Notas |
| ---- | ---- | ------------------- | ----------------- | ------- | ----- |
| 1    | 5    | Melina Andersson    | SWE Suécia        | 1:49.21 | SF    |
| 2    | 7    | Estefanía Fernández | ESP Espanha       | 1:51.24 | SF    |
| 3    | 6    | Mariya Povkh        | UKR Ucrânia       | 1:52.09 | SF    |
| 4    | 4    | Teresa Portela      | POR Portugal      | 1:52.40 | SF    |
| 5    | 3    | Manon Hostens       | FRA França        | 1:52.82 | SF    |
| 6    | 2    | Tiffany Koch        | RSA África do Sul | 1:56.81 |       |
| 7    | 8    | Samaa Ahmed         | EGY Egito         | 2:14.39 |       |

Quartas de final 3
| Pos. | Raia | Canoísta          | CON                               | Tempo   | Notas |
| ---- | ---- | ----------------- | --------------------------------- | ------- | ----- |
| 1    | 4    | Domniika Putto    | POL Polônia                       | 1:51.82 | SF    |
| 2    | 5    | Ruth Vorsselman   | NED Países Baixos                 | 1:52.35 | SF    |
| 3    | 2    | Beatriz Briones   | MEX México                        | 1:53.05 | SF    |
| 4    | 3    | Begoña Lazkano    | ESP Espanha                       | 1:53.83 | SF    |
| 5    | 6    | Ana Paula Vergutz | BRA Brasil                        | 1:56.09 | SF    |
| 6    | 7    | Saman Soltani     | EOR Equipe Olímpica de Refugiados | 2:01.43 |       |

Quartas de final 4
| Pos. | Raia | Canoísta          | CON               | Tempo   | Notas |
| ---- | ---- | ----------------- | ----------------- | ------- | ----- |
| 1    | 4    | Anežka Paloudová  | CZE Chéquia       | 1:49.43 | SF    |
| 2    | 5    | Yin Mengdie       | CHN China         | 1:49.74 | SF    |
| 3    | 3    | Riley Melanson    | CAN Canadá        | 1:50.16 | SF    |
| 4    | 6    | Enja Rößeling     | GER Alemanha      | 1:52.74 | SF    |
| 5    | 7    | Karina Alanís     | MEX México        | 1:52.86 | SF    |
| 6    | 2    | Esti Olivier      | RSA África do Sul | 1:53.21 |       |
| 7    | 1    | Raina Taitingfong | GUM Guam          | 2:27.03 |       |

### Semifinais
Os dois primeiros barcos em cada bateria avançam para a Final A; os barcos subsequentes (3º e 4º; 5º e 6º) avançam para as finais B e C (fora da chance de medalhas); os restantes são eliminados.
Semifinal 1
| Pos. | Raia | Canoísta            | CON               | Tempo   | Notas |
| ---- | ---- | ------------------- | ----------------- | ------- | ----- |
| 1    | 5    | Aimee Fisher        | NZL Nova Zelândia | 1:49.54 | FA    |
| 2    | 4    | Wang Nan            | CHN China         | 1:50.96 | FA    |
| 3    | 3    | Alyce Wood          | AUS Austrália     | 1:51.99 | FB    |
| 4    | 6    | Lize Broekx         | BEL Bélgica       | 1:52.84 | FB    |
| 5    | 7    | Beatriz Briones     | MEX México        | 1:53.86 | FC    |
| 6    | 8    | Stephenie Chen      | SGP Singapura     | 1:55.15 | FC    |
| 7    | 2    | Estefanía Fernández | ESP Espanha       | 1:56.20 |       |
| 8    | 1    | Enja Rößeling       | GER Alemanha      | 1:57.22 |       |

Semifinal 2
| Pos. | Raia | Canoísta              | CON               | Tempo   | Notas |
| ---- | ---- | --------------------- | ----------------- | ------- | ----- |
| 1    | 5    | Lisa Carrington       | NZL Nova Zelândia | 1:48.10 | FA    |
| 2    | 3    | Emma Jørgensen        | DEN Dinamarca     | 1:49.59 | FA    |
| 3    | 4    | Milica Novaković      | SRB Sérvia        | 1:50.41 | FB    |
| 4    | 6    | Melina Andersson      | SWE Suécia        | 1:50.79 | FB    |
| 5    | 8    | Manon Hostens         | FRA França        | 1:51.36 | FC    |
| 6    | 7    | Riley Melanson        | CAN Canadá        | 1:52.99 | FC    |
| 7    | 1    | Anamaria Govorčinović | CRO Croácia       | 1:53.13 |       |
| 8    | 2    | Ruth Vorsselman       | NED Países Baixos | 1:54.91 |       |

Semifinal 3
| Pos. | Raia | Canoísta          | CON           | Tempo   | Notas |
| ---- | ---- | ----------------- | ------------- | ------- | ----- |
| 1    | 5    | Alida Dóra Gazsó  | HUN Hungria   | 1:49.76 | FA    |
| 2    | 3    | Hermien Peters    | BEL Bélgica   | 1:49.87 | FA    |
| 3    | 1    | Teresa Portela    | POR Portugal  | 1:50.28 | FB    |
| 4    | 2    | Yin Mengdie       | CHN China     | 1:50.52 | FB    |
| 5    | 6    | Domniika Putto    | POL Polônia   | 1:51.43 | FC    |
| 6    | 4    | Brenda Rojas      | ARG Argentina | 1:53.35 | FC    |
| 7    | 7    | Yoana Georgieva   | BUL Bulgária  | 1:54.02 |       |
| 8    | 8    | Ana Paula Vergutz | BRA Brasil    | 1:54.19 |       |

Semifinal 4
| Pos. | Raia | Canoísta         | CON               | Tempo   | Notas |
| ---- | ---- | ---------------- | ----------------- | ------- | ----- |
| 1    | 4    | Tamara Csipes    | HUN Hungria       | 1:48.72 | FA    |
| 2    | 2    | Michelle Russell | CAN Canadá        | 1:54.28 | FA    |
| 3    | 5    | Linnea Stensils  | SWE Suécia        | 1:50.75 | FB    |
| 4    | 6    | Anežka Paloudová | CZE Chéquia       | 1:51.47 | FB    |
| 5    | 3    | Selma Konijn     | NED Países Baixos | 1:52.50 | FC    |
| 6    | 7    | Mariya Povkh     | UKR Ucrânia       | 1:52.51 | FC    |
| 7    | 1    | Begoña Lazkano   | ESP Espanha       | 1:52.87 |       |
| 8    | 8    | Karina Alanís    | MEX México        | 1:53.83 |       |

### Finais
Na Final A são decididas as medalhistas.
Final C
| Pos. | Raia | Canoísta        | CON               | Tempo   | Notas |
| ---- | ---- | --------------- | ----------------- | ------- | ----- |
| 17   | 3    | Selma Konijn    | NED Países Baixos | 1:50.56 |       |
| 18   | 4    | Domniika Putto  | POL Polônia       | 1:52.85 |       |
| 19   | 6    | Manon Hostens   | FRA França        | 1:53.10 |       |
| 20   | 1    | Brenda Rojas    | ARG Argentina     | 1:53.88 |       |
| 21   | 5    | Beatriz Briones | MEX México        | 1:54.53 |       |
| 22   | 7    | Riley Melanson  | CAN Canadá        | 1:56.36 |       |
| 23   | 2    | Stephenie Chen  | SGP Singapura     | 1:56.55 |       |
| 24   | 8    | Mariya Povkh    | UKR Ucrânia       | 2:00.94 |       |

Final B
| Pos. | Raia | Canoísta         | CON           | Tempo   | Notas |
| ---- | ---- | ---------------- | ------------- | ------- | ----- |
| 9    | 6    | Milica Novaković | SRB Sérvia    | 1:51.55 |       |
| 10   | 4    | Teresa Portela   | POR Portugal  | 1:52.38 |       |
| 11   | 3    | Linnea Stensils  | SWE Suécia    | 1:52.59 |       |
| 12   | 7    | Melina Andersson | SWE Suécia    | 1:52.65 |       |
| 13   | 1    | Yin Mengdie      | CHN China     | 1:53.25 |       |
| 14   | 2    | Lize Broekx      | BEL Bélgica   | 1:53.67 |       |
| 15   | 8    | Anežka Paloudová | CZE Chéquia   | 1:54.31 |       |
| 16   | 5    | Alyce Wood       | AUS Austrália | 1:55.04 |       |

Final A
| Pos.              | Raia | Canoísta         | CON               | Tempo   | Notas |
| ----------------- | ---- | ---------------- | ----------------- | ------- | ----- |
| Medalha de ouro   | 6    | Lisa Carrington  | NZL Nova Zelândia | 1:47.36 | OB    |
| Medalha de prata  | 3    | Tamara Csipes    | HUN Hungria       | 1:48.44 |       |
| Medalha de bronze | 7    | Emma Jørgensen   | DEN Dinamarca     | 1:49.76 |       |
| 4                 | 5    | Aimee Fisher     | NZL Nova Zelândia | 1:49.91 |       |
| 5                 | 2    | Wang Nan         | CHN China         | 1:50.89 |       |
| 6                 | 4    | Alida Dóra Gazsó | HUN Hungria       | 1:51.19 |       |
| 7                 | 1    | Hermien Peters   | BEL Bélgica       | 1:52.26 |       |
| 8                 | 8    | Michelle Russell | CAN Canadá        | 1:53.83 |       |